# ラファイエット・ハリス
ラファイエット・ハリス（英語: Lafayette Harris、1963年5月29日 - ）は、アメリカ合衆国のジャズ・ピアニスト。チック・コリア、マッコイ・タイナー、ケニー・バロンらの影響を受けた演奏法が特徴となっている。
ラファイエットは音楽の名門オーバリン大学、ラトガース大学院に在籍しながらケニー・バロン、バリー・ハリス、そしてブギウギの王様として知られるサミー・プライスらに師事。

## ディスコグラフィ

### リーダー・アルバム
- Lafayette Is Here (1993年、Muse) ※with テリル・スタッフォード、ドン・ブレイデン、ロニー・プラキシコ、シンディ・ブラックマン
- Happy Together (1996年、Muse) ※with メルバ・ムーア
- Lafayette Is Here...Solo (1998年、Airmen)
- In the Middle of the Night (2007年、Airmen) ※with ベン・バトラー、ゲイリー・ハッセ、バディ・ウィリアムス、カフェ、ノーマン・ヘッドマン、テリル・スタッフォード、ドナルド・ハリソン、ケヴィン・ルイス、クリーヴ・ガイトン、レイ・ナッカリ、マイク・ハモンド、オマリ・フォンザレリ、アリソン・ウィリアムズ
- Trio Talk (2008年、Airmen) ※with ドゥエイン・ドルフィン、ウィナード・ハーパー
- Bend to the Light (2015年、Airmen) ※with ロニー・プラキシコ、ウィリー・ジョーンズIII、トーマス・ダイアニ、ジャズメイア・ホーン
- Embrace (2017年、RareNoise) ※with ラズウェル・ラッド、フェイ・ヴィクター、ケン・フィリアーノ